# One-shot

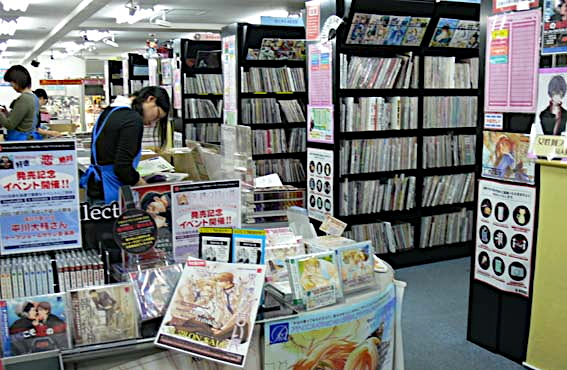
Botiga de manga a Tòquio.

One-shot, en el món dels còmics, s'usa per referir-se a una història que consta d'un sol capítol o d'un sol volum. Hi ha casos de one-shots que més tard han esdevingut obres més extenses, com sèries de còmics. Aquests capítols se solen publicar en revistes setmanals o mensuals i es decideix fer-ne una sèrie més extensa si té bona acollida per part dels lectors. Alguns mangues com One Piece van començar sent només un one-shot, però més tard han esdevingut sèries molt extenses. Es diferència de la novel·la gràfica perquè és publicat en format estàndard del còmic-book.
Al Japó, es fa servir el terme yomikiri (読み切り) per referir-se a un manga que està "sencer" i acabada en un sol capítol o volum.
Als còmics europeus els one-shots solen tenir més de 48 pàgines i solen publicar-se en tapa dura.